# Белоречицкий архитектурный ансамбль
Белоречицкий архитектурный ансамбль — дворцово-парковый ансамбль XIX века и памятник архитектуры местного значения в Белоречице. Сейчас во флигеле расположен действующий Свято-Николаевский православный храм.

## История
Решением исполкома Черниговского областного совета народных депутатов от 19.02.1985 № 75 единственному сохранившемуся дому комплекса присвоен статус памятник архитектуры местного значения с охранным № 27-Чг под названием Флигель дворца усадьбы Рахмановых. На здании установлена информационная доска.

## Описание
В 1873 году помещик Рахманов женится на дочери декабриста С. Г. Волконского — Елене Сергеевне Волконской-Кочубей, село Вейсбаховка перешло в их владение. В этот же период началось создание архитектурного ансамбля.
Комплекс был сооружён в конце XIX века в Вейсбаховке (сейчас Белоречице) возведён про проекту архитектора, художника и мастера художественной керамики Александра-Эдуарда Юльевича Ягна. Янг также является автором таких проектов: церковь-усыпальница декабристов в селе Вороньках (не сохранилась) (мемориальный комплекс декабристам), дом Капниста в селе Большой Обуховке (Миргород), часовня-усыпальница Кочубеев в селе Ярославце (Кролевец)
Комплекс состоял из дворца (1886), гостиницы, флигеля (1878), пекарни, церкви. С северной стороны сочетался с парком. Сохранился флигель. В плане напоминает украинскую хату на две половины. Первый этаж оштукатуренный, кирпичный, второй — деревянный. Крыша, фриз, оконные наличники изготовлены из майолики и терракоты, им же обложены колоны и печи. Внутри дворец и флигель расписывал художник В. М. Соколов (1841—1921), товарищ по учёбе Янга. На второй этаж флигели вела деревянная лестница, украшенная трёхгранно-выемчатой резьбой поручней. Резьба украшала и верхние комнаты, деревянные потолки с кессонами.